# Омельчук Володимир Васильович
Омельчук Володимир Васильович (* 5 листопада 1975) — український історик держави і права зарубіжних країн, правознавець, історик Церкви, фахівець з державного управління, автор низки досліджень з держави і права Візантійської імперії, державної гуманітарної політики.

## Біографія
Народився 5 листопада 1975 р. у місті Славута Хмельницької області. У 1992 р. закінчив ЗОШ № 6 м. Славути і вступив до Кам'янець-Подільського державного педагогічного інституту (на разі Кам'янець-Подільський національний університет імені Івана Огієнка) на історичний факультет. Нагороджений дипломом за наукову роботу. У 1997 р. закінчив його і пропрацював рік у Старокривинській ЗОШ 1-3 ступенів.
У 1998 р. вступив до аспірантури КНУ імені Тараса Шевченка. По її закінченні стажувався за кордоном. Виявив низку архівних документів, пов'язаних з діяльністю Пилипа Орлика, Сави Чалого, Верлана в АГАД (Варшава), РДВІА, РДАДА, АЗПРІ ІДД МЗС РФ (Москва), ВР БН (Варшава), ЦДІАЛ, ЦДІАК, ІР НБУВ.
На початку 2003 р. захистив на Спеціалізованій Вченій раді історичного факультету КНУ імені Тараса Шевченка кандидатську дисертацію «Народне повстання 1734—1738 рр. на Правобережній Україні та його місце у суспільно-політичному житті і міжнародних відносинах».
У 2006 р. очолив кафедру організації самоврядування у Міжрегіональній академії управління персоналом, де невдовзі був призначений на посаду професора.
У 2006—2009 роках навчався у докторантурі Національної академії державного управління при Президентові України за спеціальністю «Теорія та історія державного управління».
Працював доцентом кафедри конституційного і адміністративного права Національного Транспортного університету, доцентом кафедри соціальної і гуманітарної політики Національної академії державного управління при Президентові України.
З липня 2012 р. провідний науковий співробітник у Національному Києво-Печерському історико-культурному заповідникові.
Відзначений нагрудними знаками СБУ, подяками Голови СБУ та Головного управління СБУ в Києві та Київській області.

## Громадсько-політична діяльність
У 1995 р. був делегатом I Конгресу української молоді від Кам'янець-Подільського державного педагогічного інституту.
З 1995 року очолив Молодіжну громадську організацію «Український Молодіжний Авангард». Остання виступила засновником і згодом молодіжним крилом нового руху «Чесне слово».
У 2005 році був учасником Перших Президентських Слухань «Виклики, породжені свободою».
У 2008 р. очолив Всеукраїнську громадську організацію «Чесне слово».
Започаткував у Національній академії державного управління при Президентові України діяльність експертного Слухацького клубу «Чесне слово».
У Верховній Раді Україні VI скликання був помічником-консультантом Заступника Голови Комітету ВР України з державного будівництва і місцевого самоврядування Олександра Миколайовича Черноморова.
Для узгодження взаємодії ЧС з міліцією був призначений радником Начальника Головного управління МВС України у м. Києві (із загальних питань), а згодом став членом Громадської ради з люстрації при Центральному управлінні Служби безпеки України, для сприяння експертно-аналітичному супроводу діяльності Служби ініціював створення окремої групи, яку невдовзі очолив.

## Наукова робота
Автор понад двох сотень наукових публікацій, зокрема навчального посібника «Релігійна політика стародавніх і середньовічних держав» (у співавторстві), керівник авторського колективу роботи «Державне управління у країнах Стародавнього Сходу», автор статей у періодичних фахових збірниках з права і державного управління («Судова апеляція», «Фінансове право», «Публічне право», Наукові записки Інституту законодавства Верховної Ради України, «Повітряне і космічне право», «Правничий часопис Донецького національного університету» тощо.
Коло наукових інтересів: історія державного управління та державно-церковних взаємин, візантійське право, історія держави і права Гетьманату, історія українських спецслужб.
Співзасновник серії «Світові традиції державного управління» разом з Директором Центру української культури та мистецтва С. Долеско, завідувачем аналітичного сектора Інституту законодавства ВР України І. Мищаком, старшим науковим консультантом Національного інституту стратегічних досліджень П. Вознюком, Народним депутатом О. Черноморовим.
В рамках серії видано та заплановано до видання такі наукові дослідження: «Релігійна політика стародавніх і середньовічних держав» (2011 р.) (співавтор);
«Державне управління у країнах Стародавнього Сходу» (2015 р.), рекомендована МОН України (керівник авторського колективу Омельчук В. В.);
«Нормативно-правове забезпечення державно-церковних взаємин у Візантійській імперії» (2014 р.) (автор);
Києво-Печерська лавра у політико-правовій моделі Гетьманату за правління Кирила Розумовського (2016 р.);
Правовий статус візантійських монастирів;
Політико-правова модель рабовласницьких штатів США напередодні Громадянської війни.
Засновник і заступник Голови редакційної колегії збірника наукових праць «Становлення і розвиток української державності».

## Публікації
Монографії з історії держави і права України:
Омельчук В. В. Києво-Печерська лавра у політико-правовій моделі Гетьманату за правління Кирила Розумовського / Володимир Омельчук. - К.: Золоті ворота, 2016. - 456 с.
Монографії з історії держави і права зарубіжних країн:
1. Омельчук В. В. Нормативно-правове забезпечення державно-церковних взаємин у Візантійській імперії / В. В. Омельчук: монографія. — К.: Золоті ворота, 2014. — 576 с. — (Серія: Світові традиції державного управління. — Вип. ІІІ).

Посібники:
1. Омельчук В. В. Релігійна політика стародавніх і середньовічних держав / В. В. Омельчук, В. М. Ліснича: Навчальний посібник. — К.: Персонал, 2011. — 608 с. — (Серія: Світові традиції державного управління. — Вип. І).
2. Державне управління у країнах Стародавнього Сходу [керівник автор. колективу В. Омельчук, автор передмови Ю. С. Шемшученко]. - Вид. 2-е, доповнене. - К.: Золоті ворота, 2013.  (Серія: Світові традиції державного управління. — Вип. IV).

Основні публікації у фахових періодичних виданнях з права:
1. Омельчук В. В. Адміністративно-судові привілеї Візантійської православної Церкви / В. В. Омельчук // Судова апеляція. — 2013. — № 1 (30). — С. 29—36.
2. Омельчук В. В. Адміністративно-судові та фінансово-податкові привілеї візантійських монастирів / В. В. Омельчук // Фінансове право: науковий журнал. — 2013. — № 2 (24). — С. 42—46.
3. Омельчук В. В. Вплив візантійських традицій на адміністративно-церковні процеси та церковно-канонічне право на українських землях / В. В. Омельчук // Державно-конфесійні відносини в Україні: сучасний стан та тенденції розвитку [за ред. В. Д. Бондаренка та І. М. Мищака] — К.: Вид-во НПУ імені М. П. Драгоманова, 2012. — С. 184-194.
4. Омельчук В. В. Інститут єпископа у системі церковно-канонічного права Візантії: судові та правозахисні функції / В. В. Омельчук // Наукові праці Національного Авіаційного університету. — Серія: Юридичний вісник: Повітряне і космічне право: Збірник наукових праць. — 2013. — № 1 (26). — С. 34—38.
5. Омельчук В. В. Джерела з церковно-правової історії Візантійської імперії / В. В. Омельчук // Наукові записки Інституту законодавства Верховної Ради України. — 2013. — № 1. — С. 22—27.
6. Омельчук В. В. Нормативно-правові акти проти єретиків у структурі норм церковно-канонічного права Візантійської імперії (кінець IV — XI ст.) / В. В. Омельчук // Держава і право: Юридичні і політичні науки: зб. наук. праць Інституту держави і права імені В. Корецького НАН України. — 2013. — Вип. 59. — С. 48—55.
7. Омельчук В. В. Особливості відчуження церковної власності у Візантійській імперії / В. В. Омельчук // Наукові праці МАУП. — 2013. — Вип. 1 (36). — С. 45—47.
8. Омельчук В. В. Особливості еволюції канонічних актів у правовому просторі Візантійської імперії / В. В. Омельчук // Наукові записки Інституту законодавства Верховної Ради України. — 2012. — Вип. 6. — С. 17—21.
9. Омельчук В. В. Особливості еволюції правового статусу монастирів у Візантійській імперії / В. В. Омельчук // Університетські наукові записки: Часопис Хмельницького університету управління та права. — № 1 (45). — 2013. — С. 36—42.
10. Омельчук В. В. Особливості еволюції системи фінансово-податкових привілеїв візантійських монастирів / В. В. Омельчук // Фінансове право: науковий журнал. — 2013. — № 3 (25). — С. 35—39.
11. Омельчук В. В. Податкові та адміністративні привілеї церкви і монастирів Візантійської імперії / В. В. Омельчук // Наукові записки Інституту законодавства Верховної Ради України. — 2012. — Вип. 5. — С. 52—54.
12. Омельчук В. В. Порядок нормативно-правового регламентування адміністративно-територіальної структури Церкви у Візантійській імперії / В. В. Омельчук // Наукові записки Інституту законодавства Верховної Ради України. — 2013. — Вип. 4. — С. 15—20.
13. Омельчук В. В. Порядок регламентування діяльності окремих церковних інститутів у правовій системі Візантійській імперії / В. В. Омельчук // Наукові записки Інституту законодавства Верховної Ради України. — 2013. — Вип. 2. — С. 23—28.
14. Омельчук В. В. Симфонія влад у політико-правовій моделі Візантійської імперії / В. В. Омельчук // Наукові записки Інституту законодавства Верховної Ради України. — 2013. — Вип. 3. — С. 14—19.
15. Омельчук В. В. Судові повноваження Церкви та канонічні покарання у Візантійській імперії / В. В. Омельчук // Публічне право: Науково-практичний юридичний журнал. — 2013. — Вип. 2 (10). — С. 288-294.
16. Омельчук В. В. Традиції висвітлення церковно-канонічного права Візантії у підручниках та працях викладачів вітчизняних університетів / В. В. Омельчук // Український часопис міжнародного права. — 2013: Спецвипуск: Проблеми викладання міжнародного права. — С. 145-149.
17. Омельчук В. В. Церковна ієрархія та нормотворчість у Візантійській імперії / В. В. Омельчук // Правничий часопис Донецького національного університету. — 2012. — № 2. — С. 232-240.
18. Омельчук В. В. Церковно-канонічне право Візантійської імперії у науковій літературі / В. В. Омельчук // Наукові праці МАУП. — 2013. — Вип. 2 (37): Політичні науки. Юридичні науки. — С. 96—102.
19. Омельчук В. В. Церковно-монастирське землеволодіння у Візантійській імперії та його правові гарантії / В. В. Омельчук // Підприємництво, господарство і право. — 2013. — Вип. 2 (206). — С. 7—11.
20. Омельчук В. В. Імператорські акти у системі церковно-канонічного права Візантійської імперії / В. В. Омельчук // Наукові праці Національного Авіаційного університету. — Серія: Юридичний вісник: Повітряне і космічне право: Збірник наукових праць. — 2013. — № 2 (27). — С. 40—45.
21. Омельчук В. В. Релігійні аспекти політико-правових візантійсько-арабських взаємовпливів / Володимир Омельчук // Підприємництво, господарство і право. — 2013. — № 5. — С. 24—28.

Публікації апробаційного характеру:
1. Омельчук В. В. Врегулювання церковно-державних взаємин як чинник формування єдності гуманітарного простору європейських держав / В. В. Омельчук // Наукові записки Інституту етнонаціональних і політичних досліджень імені І. Ф. Кураса НАН України: Збірник наукових праць. — К., 2009. — Вип. 43. — С. 303—313. (Фаховий збірник з державного управління і політології).
2. Омельчук В. В. Формування єдності гуманітарного простору арабськими державами / В. В. Омельчук // Наукові записки Інституту етнонаціональних і політичних досліджень імені І. Ф. Кураса НАН України: Збірник наукових праць. — К., 2010. — Вип. 4 (48). — С. 446—461.
3. Омельчук В. В. Взаємини держави і церкви як чинник внутрішньої єдності стародавніх державних утворень / В. В. Омельчук, М. В. Омельчук // Становлення та розвиток української державності. — Вип. 4: Матеріали Всеукр. наук.-прак. конф. «Державне управління в умовах політичної модернізації України: стан та проблеми», (Київ, 23 жовтня 2009 р.) [ред. кол.: М. Ф. Головатий (гол.) та ін.]. — К.: Вид. дім «Персонал», 2010. — С. 7 — 18.
4. Омельчук В. В. Діяльність церковних Соборів в контексті управлінської системи Візантії / В. В. Омельчук // Болховітінський щорічник 2012 [відпов. ред. К. К. Крайній]. — К.: Національний Києво-Печерський історико-культурний заповідник; ДП "НВЦ «Пріоритети», 2013. — С. 61– 80.
5. Омельчук В. В. Політико-правовий вплив Візантії на становлення засад української державності доби Київської Русі / В. В. Омельчук // Етнонаціональна політика у теорії та практиці українського націоналізму: історія і сьогодення: Матеріали V Всеукр. наук. конф. з міжнарод. участю (Івано-Франківськ, 14-15 червня 2013 р.) [наук. ред. О. М. Сич]. — Івано-Франківськ: Місто НВ, 2013. — С. 293—305.
6. Омельчук В. В. Православна церква у гуманітарному просторі України / В. В. Омельчук // Молода нація: Альманах. — 2006. — № 4 (41). — С. 173—191.
7. Омельчук В. В. Державна політика створення єдиного гуманітарного простору: зарубіжний досвід / В. В. Омельчук // Діалог цивілізацій чи Четверта світова війна: Матеріали П'ятої Всесвітньої конференції (Київ, 25 травня 2006 р.). — К.: МАУП, 2007. — С. 273—283.
8. Омельчук В. В. Нормативно-правове врегулювання міграційної проблеми у системі державної гуманітарної політики: зарубіжний досвід / В. В. Омельчук, О. В. Вахній // Порівняльно-правові дослідження. — 2012. — № 1-2. — С. 179—185.